# Hypena tumidicosta
Hypena tumidicosta là một loài bướm đêm trong họ Erebidae.